# 480. pr. n. št.
480. pr. n. št. je drugo desetletje v 5. stoletju pr. n. št. med letoma 489 pr. n. št. in 480 pr. n. št.. 